# Řád Bílého orla
Řád Bílého orla nebo celým jménem Imperátorský a carský řád Bílého orla (rusky: Императорский и Царский орден Белого орла) byl původně polský řád založený králem Augustem II. Silným v roce 1713 a přijatý po roce 1831 do systému ruských řádů. Rozdělení Polska udělování původního polského řádu přerušilo. Se vznikem tzv. Kongresovky byl řád znovu udělován ruským carem Alexandrem I. v rámci ruského záboru Polska a od roku 1831 byl řád přijat mezi ruské řády a udělován v jedné třídě za obecné zásluhy v rámci celého Ruského impéria. Jako ruský řád byl udělován do zániku monarchie v Rusku v roce 1917.

## Historie
Řád Bílého orla patřil k historicky nejstarším polským řádům. Založil ho polský král a saský kurfiřt August II. Silný v roce 1713 navazujíc na starší tradice. Už v roce 1705 založil August II. medaili s vyobrazením polské orlice. V roce 1712 byl řádem dekorován ruský car Petr I. Veliký, zatímco jeho polský protějšek August II. byl odměněn ruským řádem sv. Ondřeje. Rozdělení Polska udělování řádu přerušilo.
Se vznikem Polského království v rámci Ruského impéria v roce 1815 byl znovu udělován carem Alexandrem I. jako polským králem. Uděloval se jenom polským šlechticům. V roce 1831 v důsledku polského povstání byl řád uveden mezi ruské řády a dostal pojmenování imperátorský a carský (ve smyslu císařský a královský). Udělován byl v jedné třídě a také ne-Polákům. Tato změna se projevila také na vzhledu řádu. Polská královská koruna byla nahrazena ruskou imperátorskou a kříž s polskou orlicí byl zasazen na pozadí ruského dvouhlavého orla. Řád neměl vlastní řádový statut a v rámci hodnostní posloupnosti následoval za řádem sv. Alexandra Něvského. 
S udělením řádu byla spojena jednorázová peněžní platba ve výši 300 rublů. V případě udělení řádu za vojenské zásluhy (s meči) se jednalo o 150 rublů.

## Třídy a způsoby nošení
Řád byl udělován v jedné třídě s odznakem na velkostuze a s řádovou hvězdou. Velkostuha se nosila podle pravidel přes levé rameno. Hvězda byla umístěna na levé straně hrudi. V případě udělení dalších řádů byla umístěna pod hvězdou řádu sv. Jiří ale nad hvězdou řádu sv. Vladimíra. V kombinaci s některými dalšími vyššími řády (například řádem sv. Alexandra Něvského) se hvězda nenosila a řád byl reprezentován odznakem na stuze zavěšeným na levé straně hrudi.

## Vzhled
Odznakem řádu je zlatý, černě smaltovaný dvojhlavý orel v jehož středu je umístěný zlatý osmihrotý kříž na němž uprostřed je umístěna polská orlice vyvedená v bílém smaltu. Orel je převýšený imperátorskou korunou.
Hvězda řádu je zlatá a osmihrotá. Ve středu hvězdy je medailon dekorovaný bílým tlapatým křížem s červeným lemem. Okolo se nachází latinské heslo Pro fide, rege, lege (Za víru, krále, zákon).V případě udělení nekřesťanům byl kříž nahrazen černým dvojhlavým orlem.
Řádová stuha měla tmavěmodrou barvu.

## Galerie

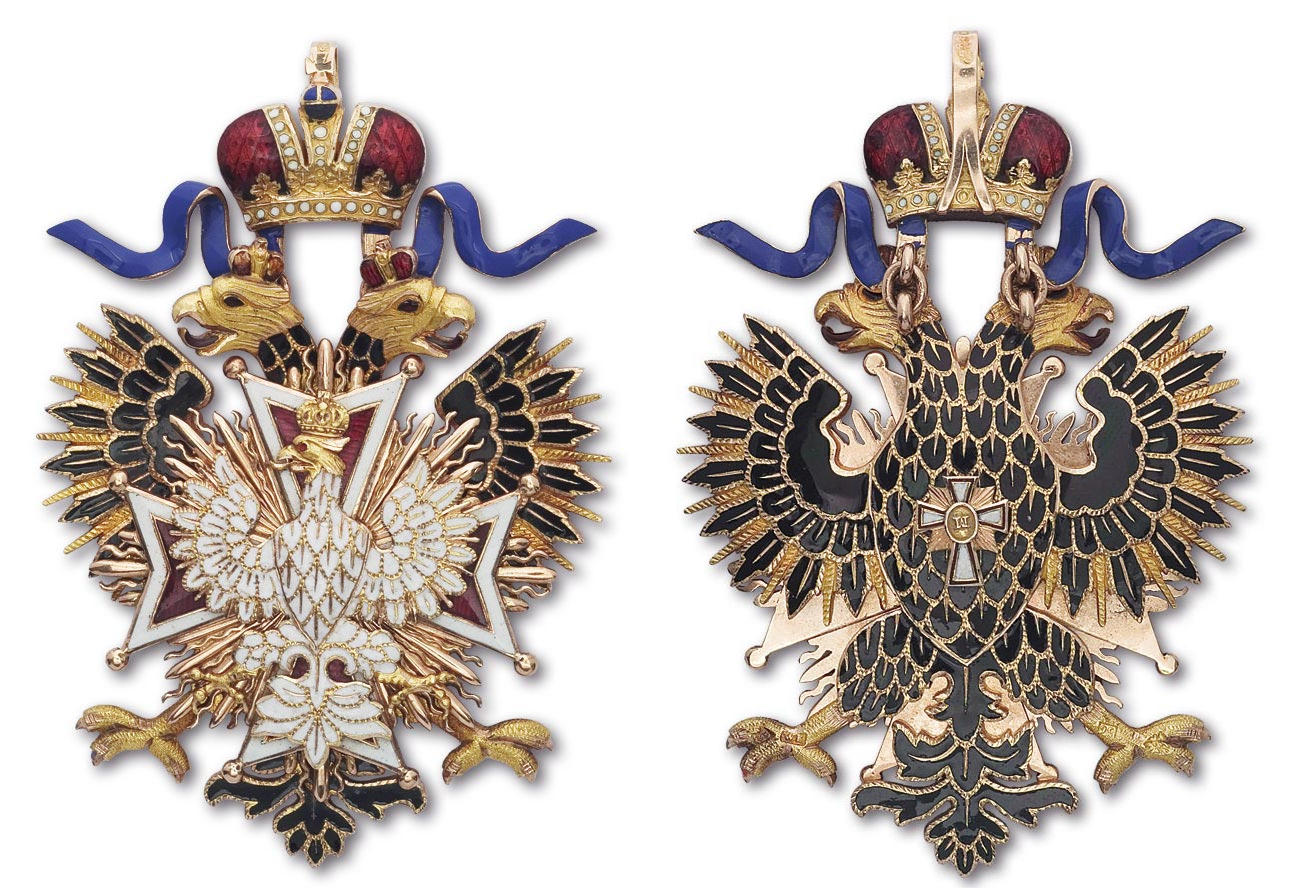
Obě strany řádu z roku 1863.
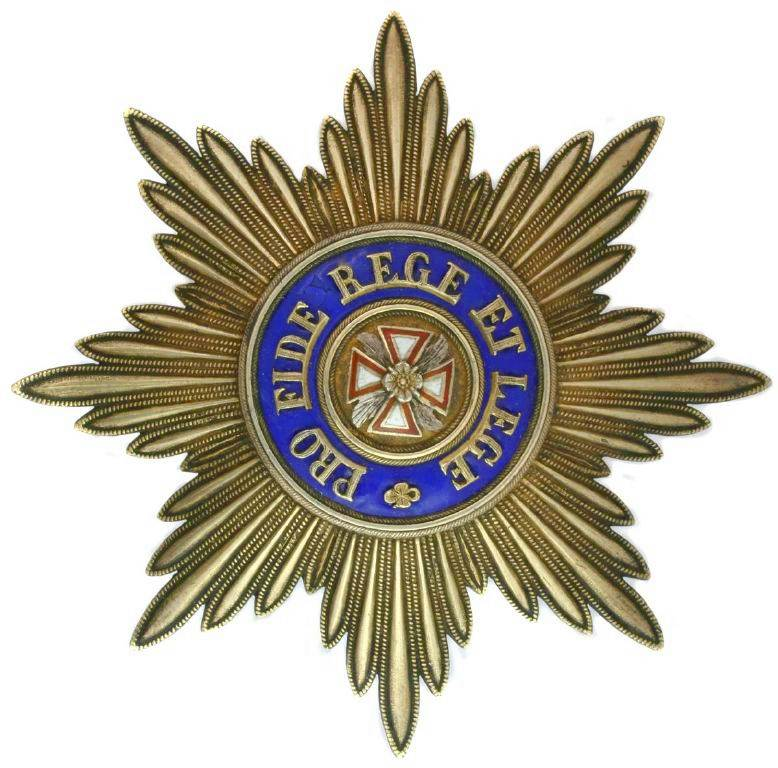
Hvězda řádu Bílého orla.
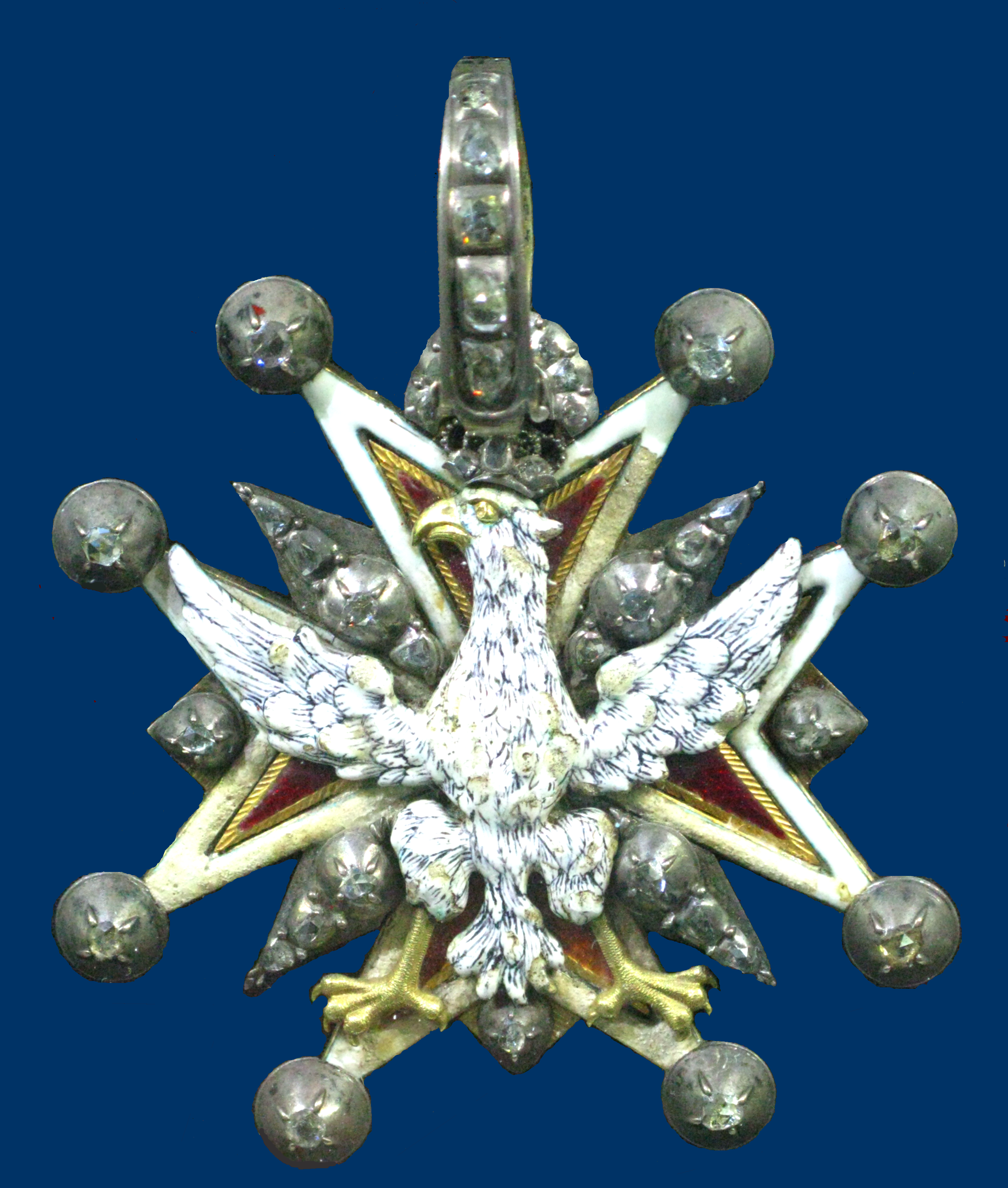
Polská podoba řádu v 18. století.
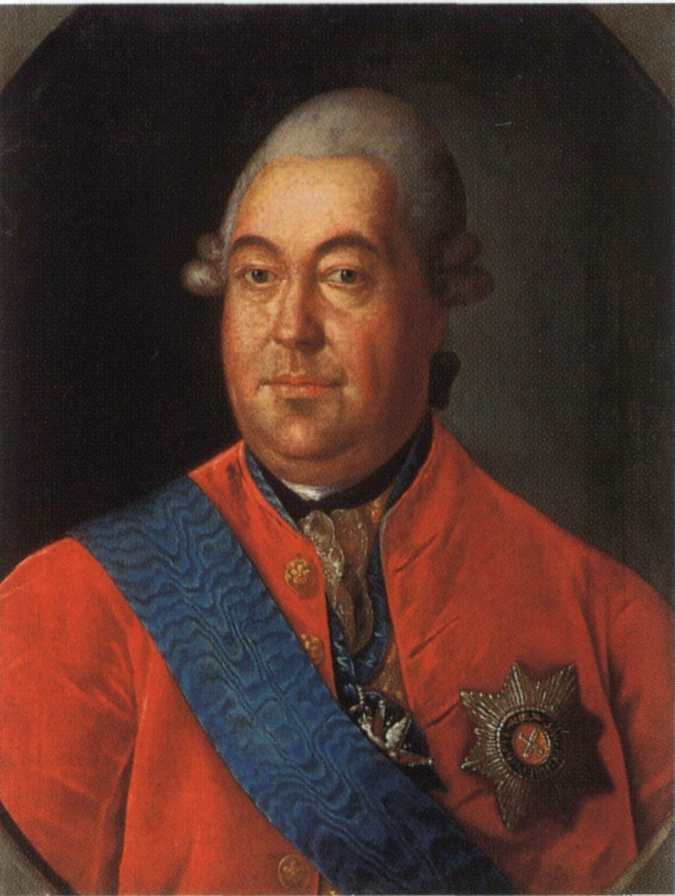
Hrabě Roman Voroncov s řádovou velkostuhou, odznakem a hvězdou kolem roku 1755.